# Ахмед-шах III
Гіяс ад-Дін Ахмед-шах III (*д/н — 1561) — 14-й султан Гуджарату в 1554—1561 роках. Протягом усього панування фактично не мав реальної влади. Відбувається розпад держави на окремі володіння.

## Життєпис
Праонук султана Ахмед-шаха I. Замолоду звався Радж л-Мульт. Про молоді роки обмаль відомостей. 1554 року султана Махмуд-шаха III було вбито слугою Бурхан ад-Діном, який спробував захопити владу, проте зазнав поразки і загинув. Знать на чолі із імад-уль-мульком Румі поставила на трон Радж л-Мульта, що прийняв ім'я Ахмед-шах III. З огляду на молодий вік візиром і регентом став Ітімад Хан. Разом з тим султанат було розділено між провідними феодалами.
Таким послабленням держави вирішив скористатися хандеський султан Міран Мубарак-шах. Проти нього виступила гуджаратська армія, яка створила табір в селі Ранпур Котріа біля Бхаруча. Тут між військовиками Насір-уль-Мульком, Сайїдом Мубараком та Ітімад Ханом почалися збройні сутички, внаслідок чого армія розпалася, Насір-уль-Мульк захопив Ахмед-шаха III, з яким відступив до Ахмедабаду, де оголосив себе регентом. Але вже невдовзі в битві біля Каманді Насір-уль-Мульк внаслідок зради Улуг-хана та імад-уль-мулька Румі зазнав поразки й загинув.
В свою чергу повстали Іхтіяр-уль-Мульк, Фатіх Хан Балух і Хасан Хан Дахані, які висунули претендентом на трон іншого представника Музаффаридів — Шаху. Але Ітімад Хан швидко їх переміг. Невдовзі султан контролював лише Ахмедабад з навколишньою областю і Даскрохі, а Ітімад Хан — Модасу та частину північносхідного Гуджарату і Саураштру, Сайїд Мубарак Патан, Хамбхат, Дхолку, Гоґу і Дхандхуку, Мухаммадабад, Сарнал, Баласінор, імад-уль-мульк Румі Бхаруч, Бароду та Сурат до кордону Султанпур-Нандурбар, Фатіх Хан Балух — Радханпур, Самі та Мунджпур. Поступово ці сановники передавали частини володінь підлеглим або родичам, внаслідок чого Гуджаратський султанат фактично розпався на дрібні володіння. Вони воювали між собою, але спільно діяли проти Хандеського і Берарського султанатів, що намагалися захопити частину Гуджарату. Але зрештою ханждеському султану Міран Мубарак-шаху було передано міста Султанпур і Нандурбар.
Поступово більшість володінь захопив Ітімад Хан. Водночас значно посилився вплив Португалії, війська якої в лютому 1559 року повністю опанували містом Даман. 1561 року він наказав вбити Ахмад-шаха III, поставивши на трон його родича Музаффар-шаха III.